# Copa Oro Femenina de la Concacaf de 2024
La Copa Oro de Concacaf W de 2024 (en inglés, 2024 Concacaf W Gold Cup) fue la edición inaugural de la Copa Oro Femenina, el torneo internacional de selecciones nacionales femeninas absolutas de la Concacaf.
Se realizó del 20 de febrero al 10 de marzo de 2024 en Estados Unidos. Participaron 12 equipos, incluyendo a 4 selecciones invitadas de la Conmebol.

## Antecedentes
El Campeonato Femenino de la Concacaf fue el primer torneo de selecciones nacionales femeninas dentro de la región. En la edición del 2000 se utilizó por primera vez el nombre "Women's Gold Cup". Las ediciones de 2002 y 2006 también utilizaron la leyenda "Women's Gold Cup". Sin embargo, eran competiciones asociadas a la clasificación para la Copa Mundial Femenina.
En 2024 se realizó la edición inaugural de la nueva Copa Oro de Concacaf W, siendo un torneo único e independiente. Desde 2022, la Copa Oro Femenina y el Campeonato Femenino de la Concacaf son los 2 torneos de selecciones absolutas femeninas presentes en la región.

## Clasificación

### Eventos clasificatorios
| Competición                                                    | Método de clasificación | Clasificados                                 |
| -------------------------------------------------------------- | ----------------------- | -------------------------------------------- |
| Campeonato Concacaf W 2022                                     | Campeón                 | Estados Unidos                               |
| Repechaje Olímpico de Concacaf (2023)                          | Ganador                 | Canadá                                       |
| Clasificación para la Copa Oro Femenina de la Concacaf de 2024 | 1° Grupo A (Liga A)     | México                                       |
| Clasificación para la Copa Oro Femenina de la Concacaf de 2024 | 1° Grupo B (Liga A)     | Panamá                                       |
| Clasificación para la Copa Oro Femenina de la Concacaf de 2024 | 1° Grupo C (Liga A)     | Costa Rica                                   |
| Clasificación para la Copa Oro Femenina de la Concacaf de 2024 | Ganadores de la Repesca | Puerto Rico El Salvador República Dominicana |
| Copa América Femenina 2022                                     | Invitados               | Brasil Colombia Argentina Paraguay           |

## Organización

### Sedes
Las 4 sedes fueron anunciadas por la Concacaf el 28 de noviembre de 2023.
| Carson                     | Houston Los Ángeles Carson San Diego | Houston Los Ángeles Carson San Diego |
| Dignity Health Sports Park | Houston Los Ángeles Carson San Diego | Houston Los Ángeles Carson San Diego |
| Capacidad: 30 510          | Houston Los Ángeles Carson San Diego | Houston Los Ángeles Carson San Diego |
|                            | Houston Los Ángeles Carson San Diego | Houston Los Ángeles Carson San Diego |
| Houston                    | Los Ángeles                          | San Diego                            |
| Shell Energy Stadium       | BMO Stadium                          | Snapdragon Stadium                   |
| Capacidad: 22 039          | Capacidad: 22 000                    | Capacidad: 35 000                    |
|                            |                                      |                                      |

### Lista de árbitros
La lista oficial de árbitros fue anunciada por la Concacaf el 7 de febrero de 2024.
| Árbitra               | Asistentes              | Asistentes                |
| --------------------- | ----------------------- | ------------------------- |
| Marianela Araya       | Mijensa Rensch          | Ivett Santiago            |
| Marie-Soleil Beaudoin | Chantal Boudreau        | Marie-Han Gagnon-Chretien |
| Melissa Borjas        | Shirley Perelló         | Lourdes Noriega           |
| Katia García          | Enedina Caudillo        | Karen Díaz                |
| Astrid Gramajo        | Iris Vail               | Sherly Socop              |
| Odette Hamilton       | Stephanie-Dale Yee Sing | Carissa Douglas-Jacob     |
| Karen Hernández       | Sandra Ramírez          | Jéssica Morales           |
| Myriam Marcotte       | Gabrielle Lemieux       | Melissa Snedden           |
| Tori Penso            | Brooke Mayo             | Kathryn Nesbitt           |
| Natalie Simon         | Felisha Mariscal        | Meghan Mullen             |

| Árbitros Asistentes de Vídeo |
| ---------------------------- |
| Drew Fischer                 |
| Lizzet García                |
| Francia González             |
| Tatiana Guzmán               |
| Ekaterina Koroleva           |
| Ricardo Montero              |
| Daneon Parchment             |
| Diana Pérez Borja            |
| Benjamín Pineda              |

| Árbitras de soporte  | Árbitras de soporte |
| -------------------- | ------------------- |
| Sandra Benítez       |                     |
| Mayary Cartagena     |                     |
| Priscila Pérez Borja |                     |
| Carly Shaw-MacLaren  |                     |
| Crystal Sobers       |                     |
| Merlin Soto          |                     |

## Equipos participantes
El torneo contó con la participación de 8 equipos nacionales de Concacaf y los 4 equipos de Conmebol mejor posicionados en la Copa América 2022.
| Equipos participantes | Equipos participantes | Equipos participantes | Equipos participantes |
| --------------------- | --------------------- | --------------------- | --------------------- |
| Argentina             | Colombia              | Estados Unidos        | Paraguay              |
| Brasil                | Costa Rica            | México                | Puerto Rico           |
| Canadá                | El Salvador           | Panamá                | República Dominicana  |

### Sorteo
El sorteo oficial se realizó el 11 de diciembre de 2023 a las 19:00 (UTC-5) en Miami, Estados Unidos, sede de la Concacaf.
Estados Unidos (mejor clasificada de Concacaf), Brasil (campeona de Copa América Femenina) y Canadá (segunda mejor clasificada de la Concacaf) fueron asignadas a las posiciones A1, B1 y C1, respectivamente.
| Bombo 1                      | Bombo 2                  | Bombo 3                     | Bombo 4                                      |
| ---------------------------- | ------------------------ | --------------------------- | -------------------------------------------- |
| Estados Unidos Brasil Canadá | Costa Rica México Panamá | Colombia Argentina Paraguay | Puerto Rico El Salvador República Dominicana |

## Fase de grupos
- Todos los horarios corresponden a la hora local de Carson, Los Ángeles, San Diego (UTC-8) y de Houston (UTC-6).

     – Clasificado directamente a Cuartos de Final

     – Clasificado a Cuartos de Final como uno de los mejores terceros.

### Grupo A
| Equipo               | Pts | PJ | PG | PE | PP | GF | GC | Dif |
| -------------------- | --- | -- | -- | -- | -- | -- | -- | --- |
| México               | 7   | 3  | 2  | 1  | 0  | 10 | 0  | 10  |
| Estados Unidos       | 6   | 3  | 2  | 0  | 1  | 9  | 2  | 7   |
| Argentina            | 4   | 3  | 1  | 1  | 1  | 3  | 4  | –1  |
| República Dominicana | 0   | 3  | 0  | 0  | 3  | 0  | 16 | −16 |

| 20 de febrero de 2024 | México | 0:0     | Argentina | Dignity Health Sports Park, Carson                      |                                                         |
| 16:30                 |        | Reporte |           | Asistencia: 2 521 espectadores Árbitra: Myriam Marcotte | Asistencia: 2 521 espectadores Árbitra: Myriam Marcotte |

| 20 de febrero de 2024 | Estados Unidos                                                                 | 5:0 (2:0) | República Dominicana | Dignity Health Sports Park, Carson                     |                                                        |
| 19:15                 | Moultrie 8', 58' · Williams 30' · Nighswonger 86' (pen.) · Morgan 90+2' (pen.) | Reporte   |                      | Asistencia: 3 242 espectadores Árbitra: Astrid Gramajo | Asistencia: 3 242 espectadores Árbitra: Astrid Gramajo |

| 23 de febrero de 2024 | República Dominicana | 0:8 (0:6) | México | Dignity Health Sports Park, Carson                      |                                                         |
| 16:30                 |                      | Reporte   | Hernández 12' · Ovalle 14', 27' (pen.) · Luna 21' · Bernal 44' · Ordóñez 45+4' · Casárez 70' · Pelayo 90+3' | Asistencia: 5 300 espectadores Árbitra: Marianela Araya | Asistencia: 5 300 espectadores Árbitra: Marianela Araya |

| 23 de febrero de 2024 | Argentina | 0:4 (0:3) | Estados Unidos                                | Dignity Health Sports Park, Carson                            |                                                               |
| 19:15                 |           | Reporte   | Shaw 10', 18' · Morgan 19' · Horan 77' (pen.) | Asistencia: 8 315 espectadores Árbitra: Marie-Soleil Beaudoin | Asistencia: 8 315 espectadores Árbitra: Marie-Soleil Beaudoin |

| 26 de febrero de 2024 | Argentina                                     | 3:0 (1:0) | República Dominicana | Dignity Health Sports Park, Carson                      |                                                         |
| 16:00                 | Ippólito 30' · Dos Santos 76' · Pereyra 90+4' | Reporte   |                      | Asistencia: 4 100 espectadores Árbitra: Odette Hamilton | Asistencia: 4 100 espectadores Árbitra: Odette Hamilton |

| 26 de febrero de 2024 | Estados Unidos | 0:2 (0:1) | México                    | Dignity Health Sports Park, Carson                      |                                                         |
| 19:15                 |                | Reporte   | Ovalle 38' · Pelayo 90+2' | Asistencia: 11 612 espectadores Árbitra: Melissa Borjas | Asistencia: 11 612 espectadores Árbitra: Melissa Borjas |

### Grupo B
| Equipo      | Pts | PJ | PG | PE | PP | GF | GC | Dif |
| ----------- | --- | -- | -- | -- | -- | -- | -- | --- |
| Brasil      | 9   | 3  | 3  | 0  | 0  | 7  | 0  | 7   |
| Colombia    | 6   | 3  | 2  | 0  | 1  | 8  | 1  | 7   |
| Puerto Rico | 3   | 3  | 1  | 0  | 2  | 2  | 4  | –2  |
| Panamá      | 0   | 3  | 0  | 0  | 3  | 1  | 13 | −12 |

| 21 de febrero de 2024 | Panamá | 0:6 (0:3) | Colombia                                                                        | Snapdragon Stadium, San Diego                      |                                                    |
| 16:30                 |        | Reporte   | Paví 26', 34' · Usme 36' · Vanegas 72' · Caicedo 84' · Baltrip-Reyes 89' (a.g.) | Asistencia: 815 espectadores Árbitra: Katia García | Asistencia: 815 espectadores Árbitra: Katia García |

| 21 de febrero de 2024 | Brasil         | 1:0 (0:0) | Puerto Rico | Snapdragon Stadium, San Diego                       |                                                     |
| 19:15                 | Gabi Nunes 81' | Reporte   |             | Asistencia: 935 espectadores Árbitra: Natalie Simon | Asistencia: 935 espectadores Árbitra: Natalie Simon |

| 24 de febrero de 2024 | Puerto Rico             | 2:1 (0:1) | Panamá    | Snapdragon Stadium, San Diego                               |                                                             |
| 16:30                 | Cox 73' · Marcano 90+3' | Reporte   | Mills 27' | Asistencia: sin datos espectadores Árbitra: Karen Hernández | Asistencia: sin datos espectadores Árbitra: Karen Hernández |

| 24 de febrero de 2024 | Colombia | 0:1 (0:1) | Brasil         | Snapdragon Stadium, San Diego                      |                                                    |
| 19:15                 |          | Reporte   | Duda Santos 6' | Asistencia: 4 799 espectadores Árbitra: Tori Penso | Asistencia: 4 799 espectadores Árbitra: Tori Penso |

| 27 de febrero de 2024 | Colombia               | 2:0 (1:0) | Puerto Rico | Snapdragon Stadium, San Diego                                 |                                                               |
| 16:00                 | Usme 16' · Caicedo 53' | Reporte   |             | Asistencia: 1 811 espectadores Árbitra: Marie-Soleil Beaudoin | Asistencia: 1 811 espectadores Árbitra: Marie-Soleil Beaudoin |

| 27 de febrero de 2024 | Brasil                                                   | 5:0 (3:0) | Panamá | Snapdragon Stadium, San Diego                           |                                                         |
| 19:15                 | Geyse 4', 73' · Beatriz 10' · Rafaelle 23' · Debinha 51' | Reporte   |        | Asistencia: 1 811 espectadores Árbitra: Myriam Marcotte | Asistencia: 1 811 espectadores Árbitra: Myriam Marcotte |

### Grupo C
| Equipo      | Pts | PJ | PG | PE | PP | GF | GC | Dif |
| ----------- | --- | -- | -- | -- | -- | -- | -- | --- |
| Canadá      | 9   | 3  | 3  | 0  | 0  | 13 | 0  | 13  |
| Paraguay    | 6   | 3  | 2  | 0  | 1  | 4  | 6  | −2  |
| Costa Rica  | 3   | 3  | 1  | 0  | 2  | 2  | 4  | –2  |
| El Salvador | 0   | 3  | 0  | 0  | 3  | 2  | 11 | −9  |

| 22 de febrero de 2024 | Costa Rica | 0:1 (0:0) | Paraguay     | Shell Energy Stadium, Houston                               |                                                             |
| 17:15                 |            | Reporte   | Chamorro 51' | Asistencia: sin datos espectadores Árbitra: Odette Hamilton | Asistencia: sin datos espectadores Árbitra: Odette Hamilton |

| 22 de febrero de 2024 | Canadá                                                                       | 6:0 (3:0) | El Salvador | Shell Energy Stadium, Houston                          |                                                        |
| 20:00                 | - Lacasse 3' · Huitema 24' · Leon 28', 59' (pen.) · Buchanan 62' · Smith 86' | Reporte   |             | Asistencia: 4 421 espectadores Árbitra: Melissa Borjas | Asistencia: 4 421 espectadores Árbitra: Melissa Borjas |

| 25 de febrero de 2024 | Paraguay | 0:4 (0:2) | Canadá                         | Shell Energy Stadium, Houston                        |                                                      |
| 16:00                 |          | Reporte   | Leon 25', 49', 57' · Smith 39' | Asistencia: 3 482 espectadores Árbitra: Katia García | Asistencia: 3 482 espectadores Árbitra: Katia García |

| 25 de febrero de 2024 | El Salvador | 0:2 (0:1) | Costa Rica         | Shell Energy Stadium, Houston                         |                                                       |
| 19:00                 |             | Reporte   | Chinchilla 8', 49' | Asistencia: 5 079 espectadores Árbitra: Natalie Simon | Asistencia: 5 079 espectadores Árbitra: Natalie Simon |

| 28 de febrero de 2024 | Canadá                          | 3:0 (2:0) | Costa Rica | Shell Energy Stadium, Houston                          |                                                        |
| 17:00                 | Huitema 11' · Zadorsky 27', 57' | Reporte   |            | Asistencia: sin datos espectadores Árbitra: Tori Penso | Asistencia: sin datos espectadores Árbitra: Tori Penso |

| 28 de febrero de 2024 | Paraguay                                  | 3:2 (1:0) | El Salvador              | Shell Energy Stadium, Houston                               |                                                             |
| 20:00                 | J. Martínez 18' (pen.), 86' (pen.), 90+1' | Reporte   | Fisher 69' · Fuentes 83' | Asistencia: sin datos espectadores Árbitra: Karen Hernández | Asistencia: sin datos espectadores Árbitra: Karen Hernández |

### Mejores terceros
| Equipo      | Grp. | Pts. | PJ | PG | PE | PP | GF | GC | Dif. | PJL | Sorteo |
| ----------- | ---- | ---- | -- | -- | -- | -- | -- | -- | ---- | --- | ------ |
| Argentina   | A    | 4    | 3  | 1  | 1  | 1  | 3  | 4  | –1   | 8   |        |
| Costa Rica  | C    | 3    | 3  | 1  | 0  | 2  | 2  | 4  | –2   | 4   | Sí     |
| Puerto Rico | B    | 3    | 3  | 1  | 0  | 2  | 2  | 4  | –2   | 4   | No     |

## Fase de eliminatorias

### Clasificación
Los dos mejores equipos de cada grupo y los dos mejores terceros clasificaron a cuartos de final. Los emparejamientos se decidieron por medio una clasificación en función de los resultados de los ocho equipos en la fase de grupos.
| Clas. | Equipo         | Grp. | Pts. | GF | GC | Dif. |
| ----- | -------------- | ---- | ---- | -- | -- | ---- |
| 1°    | Canadá         | C    | 9    | 13 | 0  | 13   |
| 2°    | Brasil         | B    | 9    | 7  | 0  | 7    |
| 3°    | México         | A    | 7    | 10 | 0  | 10   |
| 4°    | Estados Unidos | A    | 6    | 9  | 2  | 7    |
| 5°    | Colombia       | B    | 6    | 8  | 1  | 7    |
| 6°    | Paraguay       | C    | 6    | 4  | 6  | –2   |
| 7°    | Argentina      | A    | 4    | 3  | 4  | –1   |
| 8°    | Costa Rica     | C    | 3    | 2  | 4  | –2   |

### Cuadro de desarrollo
|  | Cuartos de final | Cuartos de final | Cuartos de final    |                     |        | Semifinales | Semifinales | Semifinales |  |                | Final          | Final | Final |  |
|  |                  |                  |                     |                     |        |             |             |             |  |                |                |       |       |  |
|  |                  |                  |                     |                     |        |             |             |             |  |                |                |       |       |  |
|  | 1                | Canadá (t.s.)    | 1                   |                     |        |             |             |             |  |                |                |       |       |  |
|  | 1                | Canadá (t.s.)    | 1                   |                     |        |             |             |             |  |                |                |       |       |  |
|  | 8                | Costa Rica       | 0                   |                     |        |             |             |             |  |                |                |       |       |  |
|  | 8                | Costa Rica       | 0                   |                     | Canadá | Canadá      | 2 (1)       |             |  |                |                |       |       |  |
|  |                  |                  |                     |                     | Canadá | Canadá      | 2 (1)       |             |  |                |                |       |       |  |
|  |                  |                  | Estados Unidos (p.) | Estados Unidos (p.) | 2 (3)  |             |             |             |  |                |                |       |       |  |
|  | 4                | Estados Unidos   | Estados Unidos (p.) | Estados Unidos (p.) | 2 (3)  | 3           |             |             |  |                |                |       |       |  |
|  | 4                | Estados Unidos   |                     |                     |        |             |             |             |  |                |                |       |       |  |
|  | 5                | Colombia         | 0                   |                     |        |             |             |             |  |                |                |       |       |  |
|  | 5                | Colombia         | 0                   |                     |        |             |             |             |  | Estados Unidos | Estados Unidos | 1     |       |  |
|  |                  |                  |                     |                     |        |             |             |             |  | Estados Unidos | Estados Unidos | 1     |       |  |
|  |                  |                  | Brasil              | Brasil              | 0      |             |             |             |  |                |                |       |       |  |
|  | 2                | Brasil           | Brasil              | Brasil              | 0      | 5           |             |             |  |                |                |       |       |  |
|  | 2                | Brasil           |                     |                     |        |             |             |             |  |                |                |       |       |  |
|  | 7                | Argentina        | 1                   |                     |        |             |             |             |  |                |                |       |       |  |
|  | 7                | Argentina        | 1                   |                     | Brasil | Brasil      | 3           |             |  |                |                |       |       |  |
|  |                  |                  |                     |                     | Brasil | Brasil      | 3           |             |  |                |                |       |       |  |
|  |                  |                  | México              | México              | 0      |             |             |             |  |                |                |       |       |  |
|  | 3                | México           | México              | México              | 0      | 3           |             |             |  |                |                |       |       |  |
|  | 3                | México           |                     |                     |        |             |             |             |  |                |                |       |       |  |
|  | 6                | Paraguay         | 2                   |                     |        |             |             |             |  |                |                |       |       |  |
|  | 6                | Paraguay         | 2                   |                     |        |             |             |             |  |                |                |       |       |  |
|  |                  |                  |                     |                     |        |             |             |             |  |                |                |       |       |  |

### Cuartos de final
| 2 de marzo de 2024 | Canadá     | 1:0 (0:0, 0:0) (t. s.) | Costa Rica | BMO Stadium, Los Ángeles                                |                                                         |
| 16:00              | Viens 104' | Reporte                |            | Asistencia: 2 054 espectadores Árbitra: Odette Hamilton | Asistencia: 2 054 espectadores Árbitra: Odette Hamilton |

| 2 de marzo de 2024 | Brasil                                                            | 5:1 (2:0) | Argentina      | BMO Stadium, Los Ángeles                                |                                                         |
| 19:15              | Yaya 19' · Yasmim 36' · Bia Zaneratto 54', 90+5' · Gabi Nunes 62' | Reporte   | Dos Santos 82' | Asistencia: 2 824 espectadores Árbitra: Myriam Marcotte | Asistencia: 2 824 espectadores Árbitra: Myriam Marcotte |

| 3 de marzo de 2024 | México                     | 3:2 (1:0) | Paraguay                    | BMO Stadium, Los Ángeles                                     |                                                              |
| 14:00              | Ovalle 31', 69' · Luna 49' | Reporte   | Barbosa 64' · Fernández 72' | Asistencia: sin datos sobre espectadores Árbitra: Tori Penso | Asistencia: sin datos sobre espectadores Árbitra: Tori Penso |

| 3 de marzo de 2024 | Estados Unidos                                  | 3:0 (3:0) | Colombia | BMO Stadium, Los Ángeles                                 |                                                          |
| 17:15              | Horan 13' (pen.) · Nighswonger 22' · Shaw 45+2' | Reporte   |          | Asistencia: 16 746 espectadores Árbitra: Marianela Araya | Asistencia: 16 746 espectadores Árbitra: Marianela Araya |

### Semifinales
| 6 de marzo de 2024 | Brasil                                 | 3:0 (2:0) | México | Snapdragon Stadium, San Diego                                |                                                              |
| 16:00              | Adriana 21' · Antônia 32' · Yasmim 48' | Reporte   |        | Asistencia: sin datos sobre espectadores Árbitra: Tori Penso | Asistencia: sin datos sobre espectadores Árbitra: Tori Penso |

| 6 de marzo de 2024 | Canadá                           | 2:2 (1:1, 0:1) (t. s.)(1:3 p.) | Estados Unidos                  | Snapdragon Stadium, San Diego                         |                                                       |
| 19:15              | Huitema 82' · Leon 120+7' (pen.) | Reporte                        | Shaw 20' · Smith 99'            | Asistencia: 15 245 espectadores Árbitra: Katia García | Asistencia: 15 245 espectadores Árbitra: Katia García |
|                    |                                  | Tiros desde el punto penal     |                                 |                                                       |                                                       |
|                    | Leon · Huitema · Quinn · Fleming |                                | Smith · Albert · Naeher · Horan |                                                       |                                                       |

### Final
| 10 de marzo de 2024 | Estados Unidos | 1:0 (1:0) | Brasil | Snapdragon Stadium, San Diego                           |                                                         |
| 17:15               | Horan 45+1'    | Reporte   |        | Asistencia: 31 528 espectadores Árbitra: Melissa Borjas | Asistencia: 31 528 espectadores Árbitra: Melissa Borjas |

|                                    |
| Bandera de Estados Unidos          |
| Campeón Estados Unidos 1.er título |

## Estadísticas

### Tabla general
| Pos. | Equipo               | Pts. | PJ | PG | PE | PP | GF | GC | Dif. | Rend.  |
| ---- | -------------------- | ---- | -- | -- | -- | -- | -- | -- | ---- | ------ |
| 1    | Estados Unidos       | 13   | 6  | 4  | 1  | 1  | 15 | 4  | 11   | 72,2 % |
| 2    | Brasil               | 15   | 6  | 5  | 0  | 1  | 15 | 2  | 13   | 83,3 % |
| 3    | Canadá               | 13   | 5  | 4  | 1  | 0  | 16 | 2  | 14   | 86,6 % |
| 4    | México               | 10   | 5  | 3  | 1  | 1  | 13 | 5  | 8    | 66,6 % |
| 5    | Colombia             | 6    | 4  | 2  | 0  | 2  | 8  | 4  | 4    | 50 %   |
| 6    | Paraguay             | 6    | 4  | 2  | 0  | 2  | 6  | 9  | –3   | 50 %   |
| 7    | Argentina            | 4    | 4  | 1  | 1  | 2  | 4  | 9  | –5   | 33,3 % |
| 8    | Costa Rica           | 3    | 4  | 1  | 0  | 3  | 2  | 5  | –3   | 25 %   |
| 9    | Puerto Rico          | 3    | 3  | 1  | 0  | 2  | 2  | 4  | –2   | 33,3 % |
| 10   | El Salvador          | 0    | 3  | 0  | 0  | 3  | 2  | 11 | –9   | 0 %    |
| 11   | Panamá               | 0    | 3  | 0  | 0  | 3  | 1  | 13 | –12  | 0 %    |
| 12   | República Dominicana | 0    | 3  | 0  | 0  | 3  | 0  | 16 | –16  | 0 %    |

| Jugadora          | Equipo         | Goles |
| ----------------- | -------------- | ----- |
| Adriana Leon      | Canadá         | 6     |
| Jacqueline Ovalle | México         | 5     |
| Jaedyn Shaw       | Estados Unidos | 4     |
| Lindsey Horan     | Estados Unidos | 3     |
| Jessica Martínez  | Paraguay       | 3     |
| Jordyn Huitema    | Canadá         | 3     |

| Celeste Dos Santos     | Argentina      | 2 |
| Bia Zaneratto          | Brasil         | 2 |
| Gabi Nunes             | Brasil         | 2 |
| Geyse                  | Brasil         | 2 |
| Yasmim                 | Brasil         | 2 |
| Olivia Smith           | Canadá         | 2 |
| Shelina Zadorsky       | Canadá         | 2 |
| Linda Caicedo          | Colombia       | 2 |
| Manuela Paví           | Colombia       | 2 |
| Catalina Usme          | Colombia       | 2 |
| Priscila Chinchilla    | Costa Rica     | 2 |
| Alex Morgan            | Estados Unidos | 2 |
| Olivia Moultrie        | Estados Unidos | 2 |
| Jenna Nighswonger      | Estados Unidos | 2 |
| Karen Luna             | México         | 2 |
| Mayra Pelayo           | México         | 2 |
| Dalila Ippólito        | Argentina      | 1 |
| Maricel Pereyra        | Argentina      | 1 |
| Adriana                | Brasil         | 1 |
| Antônia                | Brasil         | 1 |
| Beatriz                | Brasil         | 1 |
| Debinha                | Brasil         | 1 |
| Duda Santos            | Brasil         | 1 |
| Rafaelle               | Brasil         | 1 |
| Vitória Yaya           | Brasil         | 1 |
| Kadeisha Buchanan      | Canadá         | 1 |
| Cloé Lacasse           | Canadá         | 1 |
| Évelyne Viens          | Canadá         | 1 |
| Manuela Vanegas        | Colombia       | 1 |
| Samantha Fisher        | El Salvador    | 1 |
| Danielle Fuentes       | El Salvador    | 1 |
| Sophia Smith           | Estados Unidos | 1 |
| Lynn Williams          | Estados Unidos | 1 |
| Rebeca Bernal          | México         | 1 |
| Jasmine Casárez        | México         | 1 |
| Nicolette Hernández    | México         | 1 |
| Diana Ordóñez          | México         | 1 |
| Natalia Mills          | Panamá         | 1 |
| Camila Barbosa         | Paraguay       | 1 |
| Lice Chamorro          | Paraguay       | 1 |
| Rebeca Fernández       | Paraguay       | 1 |
| Madison Cox            | Puerto Rico    | 1 |
| Danielle Julia Marcano | Puerto Rico    | 1 |

| Jugadora          | Equipo         | Asist. |
| ----------------- | -------------- | ------ |
| Cloé Lacasse      | Canadá         | 3      |
| Catalina Usme     | Colombia       | 3      |
| Jacqueline Ovalle | México         | 2      |
| Adriana           | Brasil         | 2      |
| Bia Zaneratto     | Brasil         | 2      |
| Gabi Portilho     | Brasil         | 2      |
| Jessie Fleming    | Canadá         | 2      |
| Adriana Leon      | Canadá         | 2      |
| Olivia Smith      | Canadá         | 2      |
| Rose Lavelle      | Estados Unidos | 2      |
| Margaret Purce    | Estados Unidos | 2      |

| Daiana Falfán        | Argentina      | 1 |
| Camila Gómez Ares    | Argentina      | 1 |
| Mariana Larroquette  | Argentina      | 1 |
| Ary Borges           | Brasil         | 1 |
| Debinha              | Brasil         | 1 |
| Gabi Nunes           | Brasil         | 1 |
| Rafaelle             | Brasil         | 1 |
| Yasmim               | Brasil         | 1 |
| Clarissa Larisey     | Canadá         | 1 |
| Ashley Lawrence      | Canadá         | 1 |
| Manuela Paví         | Colombia       | 1 |
| Raquel Rodríguez     | Costa Rica     | 1 |
| Brenda Cerén         | El Salvador    | 1 |
| Emily Fox            | Estados Unidos | 1 |
| Lindsey Horan        | Estados Unidos | 1 |
| Casey Krueger        | Estados Unidos | 1 |
| Jenna Nighswonger    | Estados Unidos | 1 |
| Trinity Rodman       | Estados Unidos | 1 |
| Sophia Smith         | Estados Unidos | 1 |
| Alexia Delgado       | México         | 1 |
| Karen Luna           | México         | 1 |
| Natalia Mauleón      | México         | 1 |
| María Sánchez        | México         | 1 |
| Carina Baltrip-Reyes | Panamá         | 1 |
| Dahiana Bogarín      | Paraguay       | 1 |
| Lice Chamorro        | Paraguay       | 1 |
| Dulce Quintana       | Paraguay       | 1 |
| Verónica Riveros     | Paraguay       | 1 |
| Jillienne Aguilera   | Puerto Rico    | 1 |
| Kennedy García       | Puerto Rico    | 1 |

### Autogoles
| Jugadora             | Equipo | Autogol |
| -------------------- | ------ | ------- |
| Carina Baltrip-Reyes | Panamá | 1       |

## Premios y reconocimientos
| Premio               |  | Jugadora      | Equipo         |
| -------------------- |  | ------------- | -------------- |
| Balón de Oro         |  | Jaedyn Shaw   | Estados Unidos |
| Bota de Oro          |  | Adriana Leon  | Canadá         |
| Guante de Oro        |  | Alyssa Naeher | Estados Unidos |
| Mejor jugadora joven |  | Olivia Smith  | Canadá         |

| Premio                                | Equipo         |
| ------------------------------------- | -------------- |
| Premio al Juego Limpio de la CONCACAF | Estados Unidos |

### Equipo estelar
| Portera       | Defensoras                                        | Mediocampistas                      | Delanteras                                 |
| ------------- | ------------------------------------------------- | ----------------------------------- | ------------------------------------------ |
| Alyssa Naeher | Karen Luna Rafaelle Rebeca Bernal Ashley Lawrence | Yasmim Lindsey Horan Jessie Fleming | Jaedyn Shaw Adriana Leon Jacqueline Ovalle |

### Jugadora del partido
| Fase de grupos - Fecha 1 | Fase de grupos - Fecha 1 | Fase de grupos - Fecha 2 | Fase de grupos - Fecha 2 | Fase de grupos - Fecha 3 | Fase de grupos - Fecha 3 | Fase de eliminatorias | Fase de eliminatorias |
| Jugadora                 | Partido                  | Jugadora                 | Partido                  | Jugadora                 | Partido                  | Jugadora              | Partido               |
| ------------------------ | ------------------------ | ------------------------ | ------------------------ | ------------------------ | ------------------------ | --------------------- | --------------------- |
| María Sánchez            | 0:0                      | Jacqueline Ovalle        | 0:8                      | Dalila Ippólito          | 3:0                      | Évelyne Viens         | 1:0                   |
| Olivia Moultrie          | 5:0                      | Jaedyn Shaw              | 0:4                      | Jacqueline Ovalle        | 0:2                      | Yasmim                | 5:1                   |
| Manuela Paví             | 0:6                      | Danielle Marcano         | 2:1                      | Catalina Usme            | 2:0                      | Jacqueline Ovalle     | 3:2                   |
| Sydney Martínez          | 1:0                      | Duda Santos              | 0:1                      | Geyse                    | 5:0                      | Jenna Nighswonger     | 3:0                   |
| Lice Chamorro            | 0:1                      | Adriana Leon             | 0:4                      | Shelina Zadorsky         | 3:0                      | Adriana               | 3:0                   |
| Adriana Leon             | 6:0                      | Priscila Chinchilla      | 0:2                      | Jessica Martínez         | 3:2                      | Alyssa Naeher         | 2:2 (1:3)             |
|                          |                          |                          |                          |                          |                          | Lindsey Horan         | 1:0                   |

## Marketing

### Derechos de transmisión
En Estados Unidos, los juegos fueron transmitidos en inglés por CBS Sports a través del servicio de streaming Paramount+.En español, los juegos fueron transmitidos por ESPN Deportes y ESPN+.En México, Centroamérica, el Caribe y Sudamérica los derechos de transmisión estuvieron en manos de ESPN/ESPN Caribbean/Star+.

### Patrocinios
Se anunciaron como socios fundadores del torneo los siguientes:
- Cerveza Modelo
- Qatar Airways
- Toyota
- Valvoline
- Molten
- Aramco
- Hilton

### Balon del torneo
Vantaggio de Molten se utilizó como el balón oficial del torneo.

### Canción oficial
"Woke Up This Morning (Chosen One Mix)" de la grupo británico A3, el tema musical de la serie americano Los Soprano, es la canción oficial del torneo. 

### Otras canciones
"Run" de la banda canadiense Our Lady Peace, el tema oficial de WWE Clash at the Castle, es la himno oficial de torneo.
"One In A Million (Remix)" del cantante sueco Bosson es la tema oficial de la final de torneo.
El tema "Vamos" de los cantantes latinoamericanos Sofía Castro, Fiamma, Alexis Gomez y Pitizion es la canción oficial en español del torneo. 